# Corredor
Corredor è un distretto della Costa Rica, capoluogo del cantone di Corredores, nella provincia di Puntarenas.